# Storia militare di Ozieri
Ozieri ha una storia militare molto radicata.

## Storia
La nascita dell'abitato di Ozieri, secondo alcuni, derivò dello stanziamento di una guarnigione di soldati bizantini del corpo dei federati cioè adibiti al controllo dei confini interni tra le bellicose popolazioni indigene della montagna e quelle romanizzate della pianura (l'abitato sarebbe potuto essere Eteri Praesidium, citato dall'anonimo Ravennate nel VII secolo d.C.).
In epoca aragonese e spagnola spesso troviamo Ozieri citata come sede di truppe, ma è con l'arrivo nell'isola dei Savoia che la città diventa un'importante sede militare.
Verso la fine del Settecento i Dragoni Reali (che dal 1814 si chiameranno Carabinieri) di istanza a Ozieri vengono inviati in Goceano a sopprimere le ricorrenti sommosse dei sardi seguaci di Giovanni Maria Angioy.
A partire dal 1836, ha avvio una politica di trasformazione di Ozieri in città di servizi rari, soprattutto con la creazione di molte caserma militari (complice anche la disponibilità di molti immobili religiosi, requisiti dallo Stato a seguito delle “leggi liberali” del 1855 e 1866). I costi della “logistica” erano in gran parte sostenuti dal Comune.
La posizione geografica della città si prestava alle esercitazioni militari, ma soprattutto alle campagne contro il banditismo, essendo Ozieri al confine delle zone di montagna in cui imperavano diverse bande.
D'altro canto la città era tra le più ricche del Regno di Sardegna, contava già nel 1836 circa 8000 abitanti, ed era abitata da molte famiglie di nobili e di ricchissimi possidenti.
E proprio nel 1836 si stanziano in città i Cavalleggeri Reali (che dal 1853 diventeranno i Reali Carabinieri di Sardegna) ed un battaglione (4 compagnie) di 420 soldati della Milizia (denominati anche Cacciatori Reali, forse presenti a Ozieri fin dagli inizi del secolo).
La milizia fu alloggiata presso la caserma di Corte, dove fin dalla fine del Settecento erano i Dragoni Reali.
Simile alla Milizia, per funzioni e origine dei membri, era la Compagnia dei Barraccelli, di antichissima fondazione, composta anch'essa di centinaia di uomini ozieresi dediti al controllo e alla tutela delle proprietà rurali e zootecniche.
Nel 1848, a seguito dei molti disordini che si ebbero, fu insediato un distaccamento di Cacciatori Franchi.
Nel 1852 è la volta del battaglione di Bersaglieri che occupa vari edifici: la caserma di piazza Corte, l'ex Convento di San Francesco, i magazzini del Monte Granatico e l'oratorio di S. Croce, lo Stato Maggiore dei Bersaglieri era invece alloggiato, a spese del Comune, in una casa del rione Cuzzolu.
Nel 1874 viene istituito il Regio Deposito Cavalli Stalloni presso la caserma di Corte, che rappresenta il primo embrione del futuro Istituto d'Incremento Ippico (fondato dalla Regione nel 1960), essendo Ozieri, già da almeno 40 anni, un importante centro dell'allevamento equino da sella, soprattutto per le necessità dell'esercito.
Per alloggiare la direzione e gli ufficiali del Regio Deposito, il Comune acquistò nel 1884 il palazzo del conte Touffani, con annesso orto.
Nelle intenzioni del Ministero della Guerra, verso il 1880, Ozieri sarebbe dovuta diventare sede di un Distretto Militare e di un Deposito di Mobilitazione (che fu poi costituito nel 1888 presso la Chiesa di San Francesco).
La chiesa di Monserrato, dal 1889, divenne sede della colombaia militare (sa piccionera, con diverse centinaia di piccioni viaggiatori, fondamentale sistema di comunicazione dell'epoca) del Genio militare, spostata poi nella Chiesa della Beata Vergine delle Grazie sul finire del XIX secolo.
Intanto alcuni luoghi di culto inizialmente utilizzati dai militari venivano restituiti alla Chiesa (ad esempio la chiesa di San Leonardo, quella della Madonna di Monserrato nel 1901 e nel 1936 la chiesa di San Francesco.
Nel 1899 viene completata la nuova caserma dei Regi Carabinieri, utilizzata fino a pochi anni fa. I militari occuparono saltuariamente, dalla fine dell'Ottocento ai primi del Novecento, anche il teatro Tola (demolito nel dopoguerra per fare spazio ai nuovi uffici postali), che pertanto durante la prima guerra mondiale chiuse definitivamente ogni attività artistica.
Sul finire del XIX secolo, presso l'ex convento di S. Francesco (ribattezzato caserma Carlo Alberto) venne adibita ad accogliere la Fanteria, con annessi depositi chimici.
Nell'ex convento delle Clarisse (ribattezzato caserma Pietro Micca) si installò il Battaglione misto del Genio, che sul finire del 1920 si trasferì poi nell'ex convento di S. Francesco.
Presso il palazzo Touffani, ed i numerosi magazzini circostanti, trovò sede il comando di Artiglieria con i suoi laboratori e depositi.
Nelle immediate vicinanze della città furono costruite molte strutture di supporto alle caserme cittadine: il deposito militare di Listinchedu, la polveriera di Bena Maiore (a servizio del deposito di artiglieria e della chimica della caserma Manara), il poligono di tiro a segno di Padru del 1907, l'acquedotto di San Leonardo (nato per merito dell'esercito) e alcuni tratti di viabilità extraurbana.
Si iniziò la costruzione di una trincea (poi non finita) ed una pista per il salto ostacoli presso Donnighedda (dove si svolgevano anche le esercitazioni di tiro dell'artiglieria).
La caserma ospitò fin dall'inizio il Deposito del 45º e 46º Reggimento Fanteria Reggio e il 16º Gruppo di Artiglieria da campagna someggiato (cioè trainato da bestie da soma). Nella parlata locale, ancora oggi, la caserma è perciò chiamata su barantasese, cioè il quarantasei.
Nella palazzina principale erano originariamente allocati gli uffici del comando militare, le camerate degli ufficiali, e alcuni magazzini.
Il grande edificio centrale era invece destinato alle camerate della truppa (al primo piano), mentre al piano terra vi erano i magazzini della logistica, le stalle con la selleria, le officine meccaniche ed i magazzini.
Durante la seconda guerra mondiale questo immobile fu utilizzato anche come ospedale militare. La piazza d'armi è ancora visibile in tutta la sua ampiezza, pari a circa 30 metri per 110, mentre l'intero compendio ha una superficie di circa mezzo ettaro.
Ad Ozieri si svolgeva la visita di leva dei giovani del territorio e pertanto durante la guerra la Manara fu utilizzata per concentrare le nuove reclute, provenienti dal Monteacuto e dal Goceano, da destinare al fronte sotto le insegne della Brigata Sassari.
Presso questa caserma, nel 1924, fu stipulata la pace tra i capifamiglia ozieresi al fine di interrompere una disamistade, che aveva prodotto omicidi e violenze.
Nel 1939 il 46º Reggimento di Fanteria, unitamente al 21º e 22º Fanteria e al 7º Reggimento Artiglieria, confluì nella 44º Divisione di Fanteria “Cremona”, destinata nel 1941 ad Ozieri per la difesa mobile dell'isola, alle dipendenze del XIII Corpo d'armata.
Contigua alla caserma Manara c'era la cosiddetta Casa Apeddu. Sul finire del XIX secolo un certo Canonico Apeddu decise di realizzare una piccola fabbrica di tipo ignoto in un terreno agricolo posto a ridosso dell'abitato cittadino, lungo la Strada Nazionale che conduceva a Pattada.
Terminata la costruzione dell'immobile strumentale all'opificio, iniziarono a presentarsi al canonico problemi economici insormontabili, tanto che sommerso dai debiti, si rifugiò in Corsica.
L'edificio venne incamerato dallo Stato, che lo destinò successivamente a funzioni connesse con la nuova caserma Manara.
In particolare, la Casa fu sempre riservata ad alloggio di ufficiali e sottufficiali del Deposito Chimico (che comprendeva anche il grande deposito di Listinchedu, alle pendici del Monte Littu di Ozieri), sede della Sezione staccata della Direzione di Artiglieria di La Maddalena.
Gli altri edifici che circondano l'edificio principale furono realizzati quando prese possesso dell'area l'esercito e quindi destinati a magazzini.
Dietro la “Casa Apeddu” il cortile era adibito dai militari a pollaio e porcile.
Gli altri locali ubicati all'interno dell'area erano adibiti ad alloggio del personale civile (che rappresentava la maggior parte del personale della “Casa Apeddu”) e a depositi militari (tra cui anche l'armeria).
Durante l'ultimo conflitto mondiale fu realizzata una pista per aerei militari nella piana di Ozieri, in località Tola, dove stavano, oltre agli aerei italiani, anche il 3º Gruppo di caccia tedeschi del 77º stormo, subito rinforzati nel 1943 dalla presenza del 121º gruppo tuffatori (anch'essi dotati degli Stuka).
Il pericolo aereo, ad Ozieri, era contrastato da postazioni di mitragliatrici sulle maggiori eminenze della periferia, tra cui Su Furraghe, ma non fu sufficiente ad impedire il bombardamento americano della stazione di Chilivani nel 1943 che causò 13 vittime.
Durante la guerra i tedeschi approntarono sul Monte Cheja una stazione radio permanente.
Una presenza costante nel paesaggio urbano ozierese, almeno fino agli anni che precedettero l'ultima guerra, erano i presidi delle postazioni daziarie di tutti gli ingressi alla città (in prossimità di S. Gavino, di S. Agostino, di S. Bachisio e sotto i Cappuccini).
I dazi erano riscossi da personale para-militare, incaricato di tassare le merci in entrata. Durante la seconda guerra mondiale, fino all'8 settembre 1943, la sede del dazio dei Cappuccini fu utilizzata da un drappello tedesco per il controllo delle vie di comunicazione con Cagliari, Sassari e Nuoro.
Dopo la tragedia della 2º guerra mondiale molte cose, anche in ambito militare, in Italia cambiarono e Ozieri perse tutte le caserme. Nell'immediato dopoguerra la caserma Manara venne utilizzata dall'ERLAAS (Ente Regionale per la Lotta Anti-Anofelica in Sardegna, cioè contro le zanzare portatrici della malaria);
La battaglia fu vinta così il grande fabbricato centrale della caserma fu utilizzato dal Consorzio agrario per l'ammasso del grano.
Dagli anni del 1950 la caserma ospita la Guardia di Finanza, oggi Tenenza, che occupa parte della Palazzina Comando.
Fino agli anni del 1980 le famiglie dei finanzieri abitavano nei vari caseggiati, essendo molto più numeroso di oggi il contingente della Finanza.